# Бранислав Радовановић
Бранислав Радовановић (Панчево, 12. април 1973) српски је композитор, гитариста, текстописац и продуцент. Оснивач је и уметнички директор Бијенала уметничког дечијег израза и уредник дечјег програма Културног центра Панчева.

## Биографија
Рођен је 12. априла 1973. у Панчеву. Дипломирао је на Учитељском факултету Универзитета у Београду и магистрирао филмску и телевизијску продукцију на Факултету драмских уметности Универзитета уметности у Београду. Са братом Владимиром је крајем осамдесетих био члан група Boogers, Далтони и Ла банда и 1991. године су основали рок групу Контрабанда.
Радио је као професор разредне наставе у Основној школи „Јован Јовановић Змај” Панчево и са својим ученицима је снимао филмове, правио музику и изводио перформансе. Данас је запослен у Културном центру Панчева као уредник дечјег програма, режирао је тридесетак музичких видео спотова, неколико рекламних кампања, играних и документарних филмова.
Продуцент је кратке авантуристичке драме Добро позната ствар 2002, оснивач међународног фестивала посвећен дечјем стваралаштву и стваралаштву за децу Бијенале уметничког дечијег израза (скраћено БУДИ) 2006. и режисер филма Напад на станицу експрес 2007. Крајем исте године, за потребе играног филма, је окупио женски панк бенд Вибратор у рикверц, чији је менаџер и композитор. Представа „Ја сам Акико”, чији је организатор и продуцент, је премијерно изведена 25. маја 2021. у Културном центру Панчева, у оквиру БУДИ-ја. Режирао је и написао сценарио за кратки филм Препознај, уклони и заштити се 2024, у оквиру пројекта „Мере за унапређење квалитета ваздуха у Панчеву” Града Панчева и Програма Уједињених нација за развој, са циљем подизања свести о проблему амброзије.
Оснивач је и продуцент албума за децу „Музика за зелену планету” који је промовисан 10. јуна 2023. у оквиру 10. БУДИ-ја. Са супругом Наташом Бодирога Радовановић, дипломираним дефектологом, сурдологом и реедуктором психомоторике и ћеркама Зое, Ирис и Ђорђом је основао Театар Радовановић. Неке од радионица чији су аутори и модератори су „Лични театар снова”, „Мој град”, „Пронађи своју песму” и „Весела телевизија”.

## Дискографија

### Вокал
- Turtle Rain[25]
- 100 Krugova[25]
- Apartman Za Merilin Monro[25]
- Handycam[25]
- Pero[25]
- Utorak[25]
- Oboren Pogled[25]
- Oblaci Prašine[25]
- Handycam Rmx[25]

### Инструмент
- Nisam Za Rejv[25]
- U Kutiji I Belo Crno Je[25]
- Na Radiju Je Pobuna[25]
- Leteći Cirkus[25]
- Do Kraja Sveta[25]
- Problem Je Izmišljen[25]
- Vaj Du[25]
- Ime[25]
- Heroji Su Na Prodaju[25]
- Moj Svet[25]
- Talas[25]
- Television[25]
- Varadero[25]
- One Minute Before The Concert[25]
- 100 Krugova[25]
- Apartman Za Merilin Monro[25]
- Milion[25]
- Moja Kola Su Moja Adresa[25]
- Handycam[25]
- Pero[25]
- Kviz Dečko[25]
- There Is No Reason[25]
- Utorak[25]
- Oboren Pogled[25]
- Oblaci Prašine[25]
- Handycam Rmx[25]

### Текст
- Nebo[25]
- 100 Krugova[25]
- Apartman Za Merilin Monro[25]
- Milion[25]
- Moja Kola Su Moja Adresa[25]
- Pero[25]
- Kviz Dečko[25]
- Utorak[25]
- Oboren Pogled[25]
- Begbede Wonderbra[25]
- Galebova stena, заједно са Зое Радовановић[26][27]
- Baba komšinica ima mafin frizuru, заједно са Зое и Ирис Радовановић[28]
- Naopačke, заједно са Ирис Радовановић[29]